# ذوری
ذوری (به انگلیسی: Dhuri) یک منطقهٔ مسکونی در هند است که در بخش سنگرور واقع شده‌است. ذوری ۵۵٬۲۲۵ نفر جمعیت دارد و ۲۳۶ متر بالاتر از سطح دریا واقع شده‌است.